# صوماكا
صوماكا (Société marocaine de constructions automobiles) هي شركة مغربية لتصنيع السيارات تأسست عام 1959 من قبل شركة فيات وشركة سيمكا، وهي مملوكة حاليًا للشركة الفرنسية رينو.

## تاريخ
تأسست الشركة في عام 1959 من قبل الحكومة المغربية بمساعدة تقنية من شركة فيات وفرعها الفرنسي سيمكا. توقفت فيات عن الإنتاج في نهاية عام 2003، وباعت 26% من حصتها في الشركة إلى رينو. وفي عام 2005، استحوذت رينو على الحصة الأكبر (54%) من سومكا من فيات، ليصل إجمالي حصتها في الشركة إلى 80%.

## وصلة خارجية
- Official Somaca Website